# (1073) Gellivara
(1073) Gellivara es un asteroide perteneciente al cinturón de asteroides descubierto por Johann Palisa el 14 de septiembre de 1923 desde el observatorio de Viena, Austria.

## Designación y nombre
Gellivara fue designado inicialmente como 1923 OW.
Posteriormente se nombró por la ciudad sueca de Gällivare.

## Características orbitales
Gellivara orbita a una distancia media de 3,177 ua del Sol, pudiendo acercarse hasta 2,561 ua y alejarse hasta 3,793 ua. Su excentricidad es 0,194 y la inclinación orbital 1,607°. Emplea 2068 días en completar una órbita alrededor del Sol.